# 최순우 옛집
최순우 옛집(崔淳雨 古宅)은 전직 국립중앙박물관장이자, 동양미술고고사학자인 혜곡(兮谷) 최순우(1916년 ~1984년)가 1976년부터 1984년까지 거처하였던 한옥이다. 《무량수전 배흘림기둥에 기대서서》, 《나는 내 것이 아름답다》의 저자로 유명하며 한국미에 대한 빼어난 안목을 가졌던 최순우는 이 집에 본인이 생각하는 한국적 아름다움을 담아 넣으려 했다고 한다.

## 역사
1984년 최순우가 죽은 뒤 딸 최수정이 살고 있다가 성북동 빌라 건축 붐 때문에 보존 환경이 어려워지자, 한국내셔널트러스트가 2002년 12월 시민 성금으로 매입한 뒤 보수·복원 후 2004년 4월부터 일반에게 개방되었다. 일반에 개방하면서 문화유산의 전문적인 관리와 운영, 모금을 위하여 (재)내셔널트러스트 문화유산기금이 설립되면서 최순우 옛집은 이 재단법인의 기본자산으로 출연이 되면서 내셔널트러스트 시민문화유산 1호로 명명되었다. 2006년에 대한민국의 국가등록문화재 제268호로 지정되었다. 2002년 매입금액은 7억8천만 원이었으며, 보수 비용은 2억 원이 들었다고 한다. 규모는 대지 395.042m2, 건물면적 101.92m2이며, 건물 2동으로 구성되어 있다. 안채 대청과 사랑방에 유품을 상설 전시하고 있다.

## 구조
1930년대에 지어진 근대 한옥으로, ‘ㄱ’자 모양의 바깥채와 ‘ㄴ’자 모양의 안채가 맞물린 튼 ‘ㅁ’자 모양의 경기 양식에 따르고 있다.

### 바깥채
바깥채에는 서고와 다용도실이 있다. 서고는 그 소장품이 모두 국립중앙박물관으로 이전되어 지금은 내셔널트러스트 문화유산기금의 사무국으로 사용되고 있다. 처마 끝에는 최순우가 스위스 여행에서 가져온 소방울이 풍경 대신 달려 있다. 다용도실은 현재 전시실, 회의실 등으로 이용되고 있다.

### 안채
안채에는 사랑방, 안방, 건넌방이 있다. 사랑방은 최순우의 집필 공간으로 사용되었다. 사랑방 위의 현판에는 "杜門卽是深山(두문즉시심산, 문을 걸어 잠그니 바로 이곳이 산중 깊은 곳)"이라고 최순우의 글씨로 쓰여 있다. 뒤뜰로 난 사랑방 문 위에는 “午睡堂(오수당, 낮잠 자는 방)”이라는 현판이 걸려 있는데, 이는 평소 스스로를 “오수노인(낮잠 자는 노인)"이라고 부르길 좋아했던 최순우가 단원 김홍도의 화첩에서 따온 글씨이다. 뒤뜰을 향해 난 창과 문에는 한자로 쓸 용(用)자와 비슷한 모양의 용자살이 걸려 있는데, 이는 뒤뜰을 감상하는 데 있어 가장 아름다운 양식이 용자 문양이라 생각한 최순우가 직접 걸어둔 것이다. 건넌방은 딸이 기거하던 곳으로, 추사 김정희의 글씨로 "梅心舍(매심사, 매화 마음을 가진 방)"라는 현판이 걸려 있다.

### 뒤뜰
뒤뜰에는 단풍나무, 밤나무, 감나무, 소나무, 자목련, 산수유, 모과나무, 생강나무, 신갈나무 등 한국 어디서나 찾아볼 수 있는 전형적인 수목들이 심어져 있다. 최순우는 뒤뜰 가운데에 하얀 달항아리를 놓고 그 뒤에는 청죽을 심어 마치 한 폭의 그림과 같은 모습을 감상했다고 한다.

## 관람 정보
- 관람 가능한 기간과 시간 - 4월 1일 ~ 11월 31일(12월부터 3월까지는 겨울 정기휴관), 매주 화요일 ~ 토요일 오전 10시 ~ 오후 4시
- 입장료는 무료이다.

## 사진

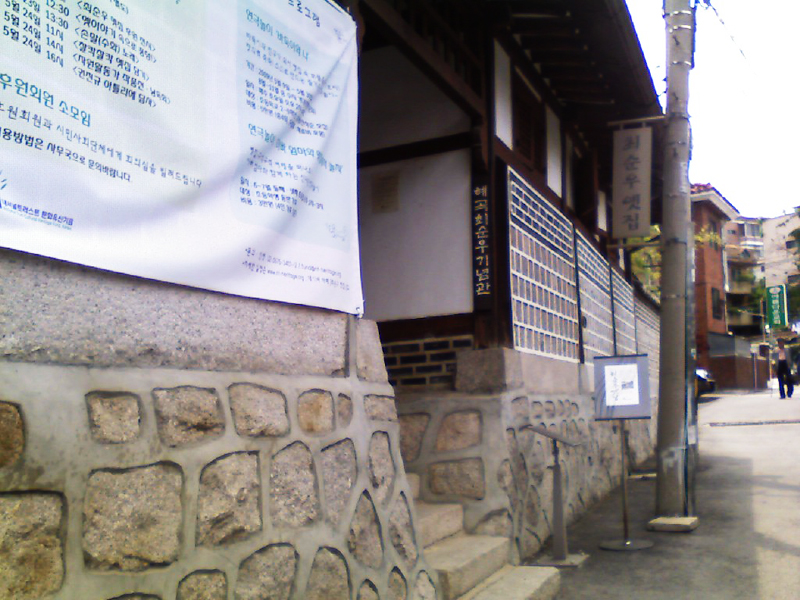
외관
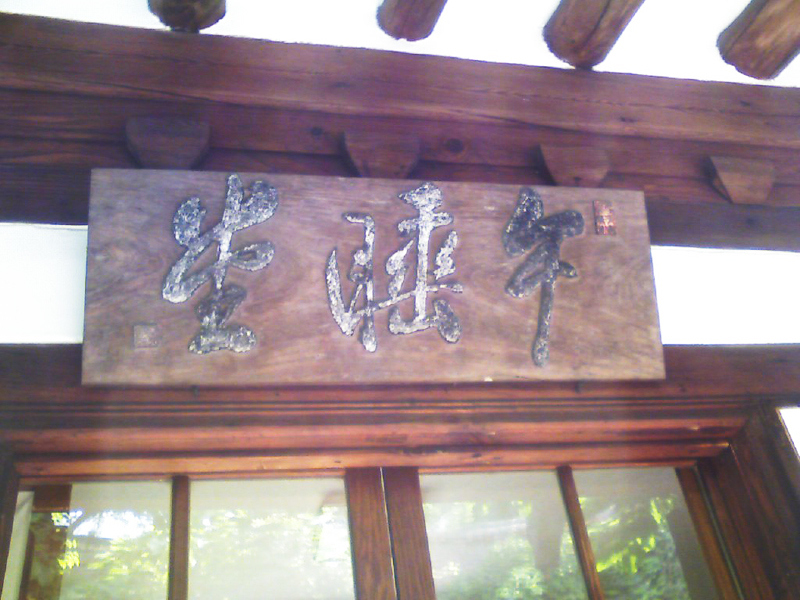
현판1
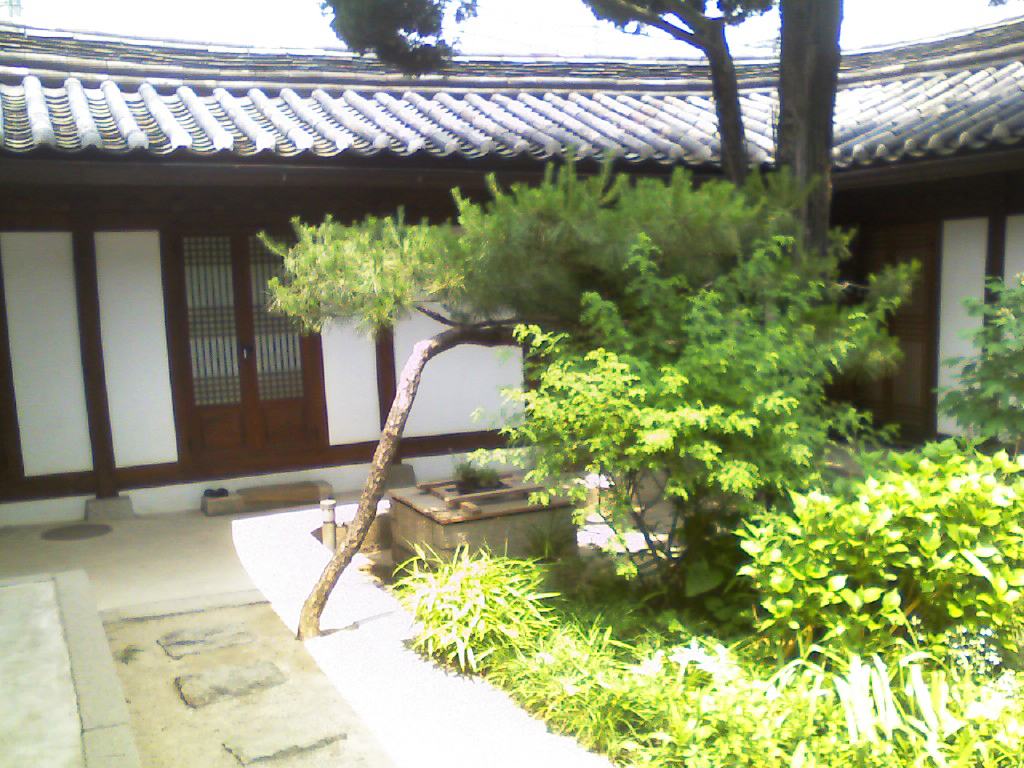
안뜰
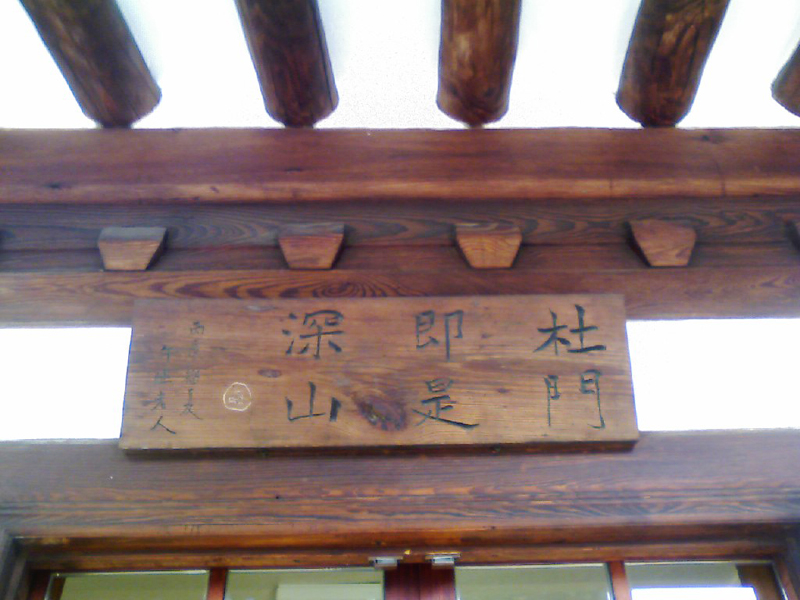
현판2
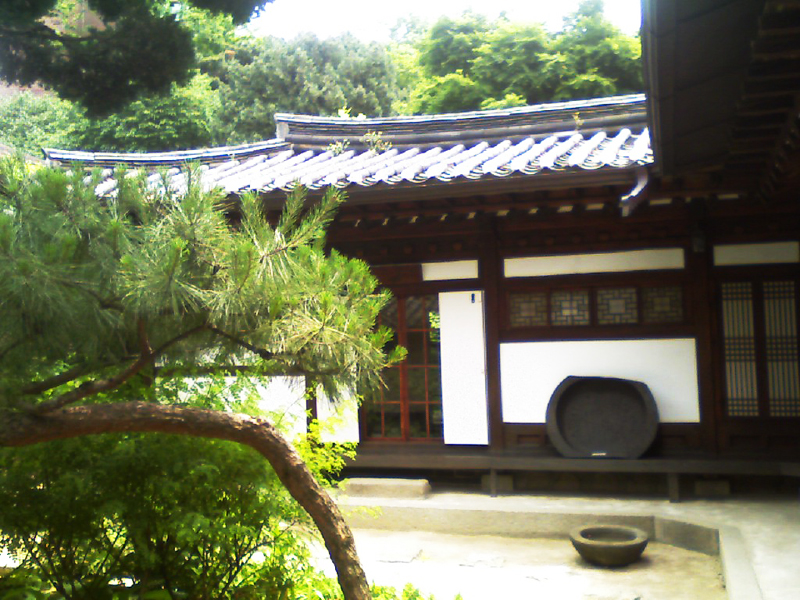
안뜰
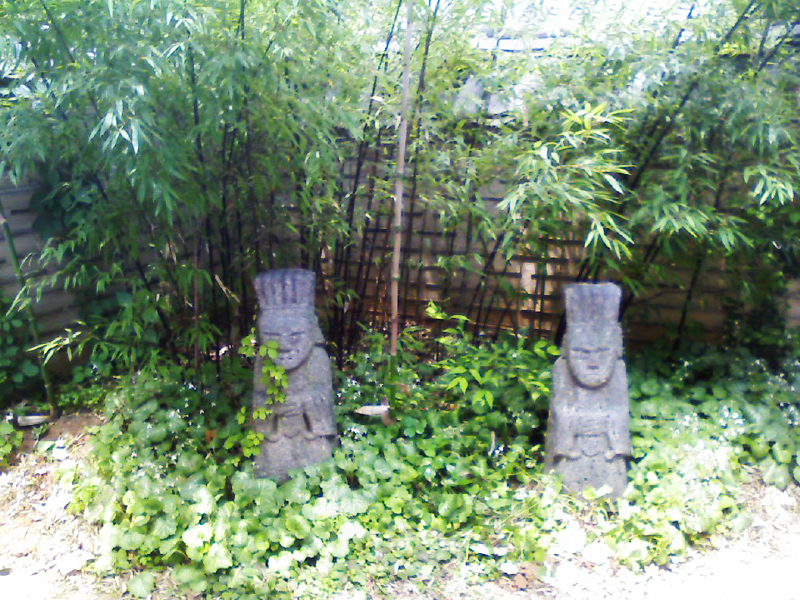
문신상
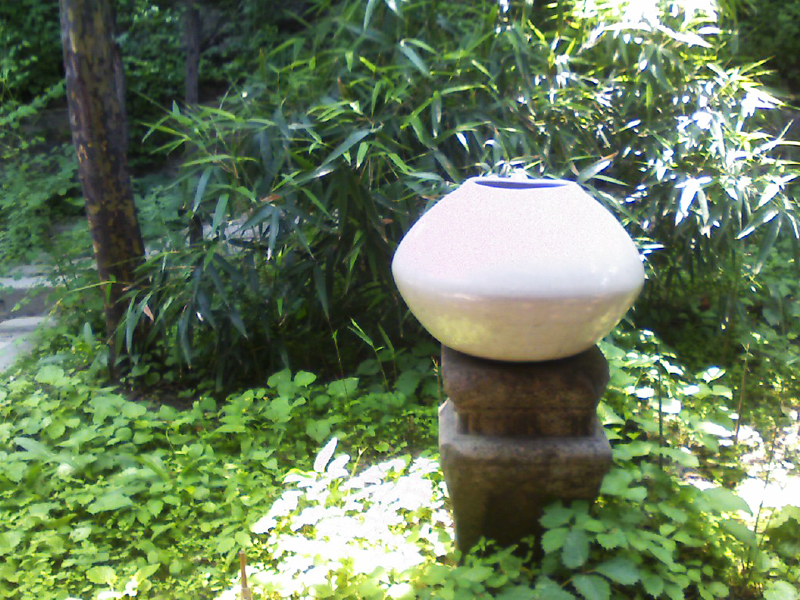
달항아리
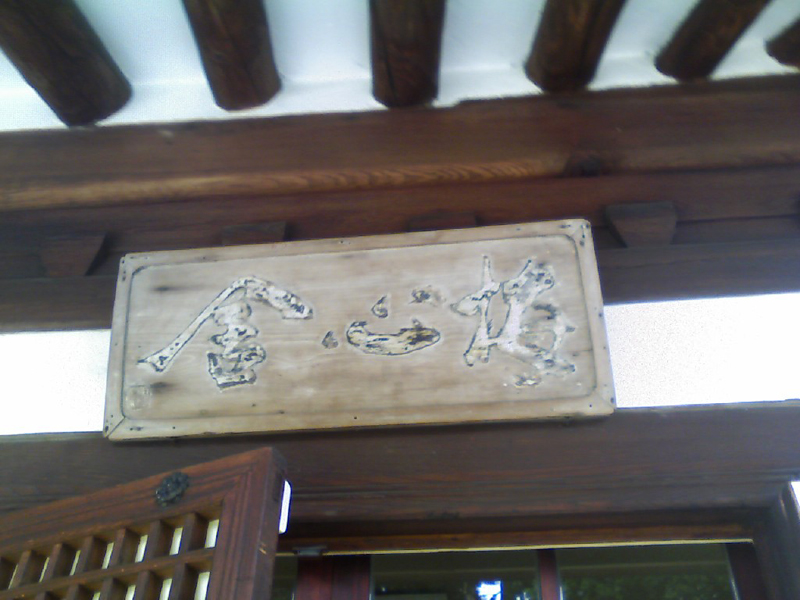
현판3
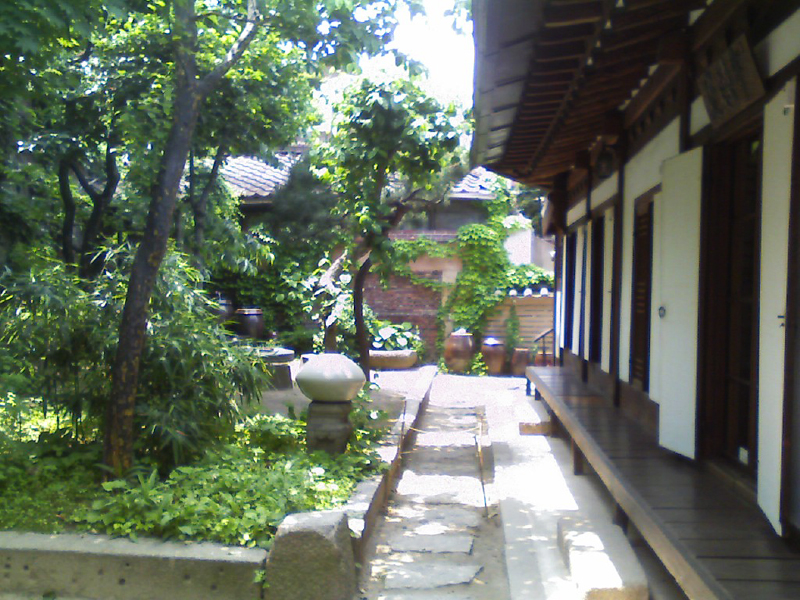
뒤뜰
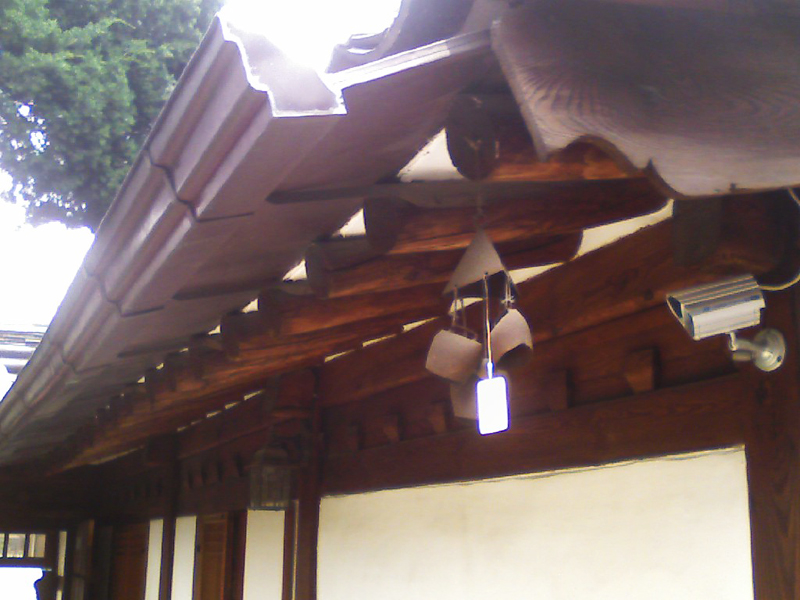
소방울

## 같이 보기
- 최순우